# Spitzegel
Spitzegel är en bergstopp i Österrike.   Den ligger i distriktet Spittal an der Drau och förbundslandet Kärnten, i den centrala delen av landet, 280 km sydväst om huvudstaden Wien. Toppen på Spitzegel är 2 119 meter över havet, eller 1 042 meter över den omgivande terrängen. Bredden vid basen är 19,9 km.
Terrängen runt Spitzegel är bergig åt sydväst, men åt nordost är den kuperad. Närmaste större samhälle är Hermagor, 4,8 km sydväst om Spitzegel. 
I omgivningarna runt Spitzegel växer i huvudsak blandskog. Runt Spitzegel är det ganska glesbefolkat, med 30 invånare per kvadratkilometer.